# 어떤 만남
《어떤 만남》(프랑스어: Une rencontre)은 2014년 공개된 프랑스의 로맨스 영화이다.

## 출연

### 주연
- 소피 마르소
- 프랑수아 클뤼제

### 조연
- 리자 아주엘로스
- 알렉상드르 아스티에
- 아르튀르 벤자켄
- 조나탕 코엔
- 닐스 슈네데르
- 스테파니 뮈라
- 올리비아 코트

## 기타
- 조감독: 세바스티앵 되
- 음향 편집 감독: 니콜라 부베
- 미술: 안 세벨
- 시각효과: 미카엘 탕기
- 배역: 케이트 플랜틴
- 프로덕션매니저: 자크 아렉스